# Roberto Longhi (storico dell'arte)
(Roberto Longhi, "Carlo Braccesco")
Roberto Longhi (Alba, 28 dicembre 1890 – Firenze, 3 giugno 1970) è stato uno storico dell'arte e critico d'arte italiano, considerato uno dei più grandi storici dell'arte del Novecento. Studioso di riferimento per la riscoperta e la rilettura, in particolare, di Caravaggio, di Piero della Francesca e della pittura italiana del Seicento, ha contribuito in modo decisivo al rinnovamento della storiografia artistica in Italia. La sua scrittura, insieme rigorosa e letteraria, ha avuto un impatto duraturo sulla critica d’arte e sul dibattito culturale del suo tempo. Fondatore della rivista "Paragone" e docente in importanti atenei, ha formato intere generazioni di storici dell’arte.

## Biografia
Nacque ad Alba nel 1890 da una famiglia della piccola borghesia emiliana: il padre, Giovanni, insegnava discipline di base (italiano, storia, geografia e aritmetica) e dava lezioni di contabilità agraria presso la locale Regia Scuola Enologica; la madre, Linda Battaglia, era stata maestra elementare, prima di abbandonare la carriera scolastica per dedicarsi all'educazione dei suoi tre figli (Cornelia, Elvio e Roberto). Sin dall'infanzia Roberto Longhi maturò curiosità per l'arte visiva: nacque nella patria di Macrino d'Alba (cui dedicò il suo primo scritto) e frequentemente gli si presentavano innanzi opere quali la Madonna di Barnaba da Modena (conservata nella Chiesa parrocchiale) e il Concertino di Mattia Preti (nel municipio cittadino).
Dopo gli studi secondari condotti sotto la guida di Umberto Cosmo, conseguita la maturità classica, si iscrisse all'Università di Torino, dove fu allievo di Pietro Toesca, col quale si laureò nel 1911 discutendo una tesi sul Caravaggio, che a quella altezza cronologica era un pittore pressoché dimenticato. Si trasferì poi a Roma, dove si diplomò presso la locale Scuola di Perfezionamento in Storia dell'Arte sotto la guida di Adolfo Venturi, del quale divenne discepolo e stretto collaboratore alla rivista L'Arte, da lui diretta.
Attratto dall'arte di Gustave Courbet e Pierre-Auguste Renoir, colpito dalle opere di Eugène Fromentin e Walter Pater (che ebbe modo di osservare alla Biennale di Venezia), rimase affascinato dalla lettura di Charles Baudelaire e Stéphane Mallarmé; avvicinatosi all'estetica crociana, se ne distaccò presto rimproverandole una certa refrattarietà nel non distinguere i "campi intuitivi dell'arte".
Nel 1912 si offrì a Bernard Berenson come traduttore italiano del suo Italian Painters of the Renaissance.
Nel 1924 si sposò con Anna Banti, di cui era stato professore di liceo.
Scrisse per diverse testate specializzate, tra cui La Voce di Giuseppe Prezzolini, una delle principali riviste culturali italiane dell'inizio del XX secolo, L'Arte, Vita artistica e Paragone, da lui fondata nel 1950. Insegnò dapprima Storia dell'arte presso l'Università di Bologna, dove ebbe per allievi non solo futuri storici dell'arte come Mina Gregori ma anche Attilio Bertolucci, Pier Paolo Pasolini e a Giorgio Bassani, la cui formazione estetica dovette molto allo storico dell'arte albese. Proseguì la sua carriera a Firenze, dove professò dal 1949 al 1966, formando, tra i molti, Luciano Bellosi, Enrico Castelnuovo, Alvar González-Palacios e Carla Lonzi. Si spense a Firenze nel 1970.
Si impegnò nella rivalutazione internazionale di Caravaggio: oltre a chiarirne le radici stilistiche tutte lombarde, ne valorizzò la sua influenza sulla pittura barocca del Seicento. Celebri le due mostre milanesi da lui curate sull'artista e sui suoi seguaci: “Caravaggio e i caravaggeschi” nel 1951 e “I pittori della realtà in Lombardia” nel 1953.
Intenso anche il suo impegno nel diffondere l'opera di Piero della Francesca, grazie alla pubblicazione nel 1927 dell'omonima monografia, tradotta in francese ed inglese.
Fu pure critico dell'arte contemporanea, tenendo in particolare stima l'opera del pittore metafisico bolognese Giorgio Morandi, del quale è opera fondamentale la sua monografia Giorgio Morandi al “Fiore”. In contatto dal 1927 con l'artista Antonietta Raphaël, diede una prima definizione al movimento pittorico della scuola romana, chiamandola inizialmente Scuola di via Cavour. Dedicò alcuni studi anche ai futuristi.
È sepolto con la moglie al cimitero degli Allori di Firenze. Il suo archivio è conservato presso il Centro per gli studi sulla tradizione manoscritta di autori moderni e contemporanei dell’Università di Pavia.
Durante la seconda guerra mondiale, Longhi consigliò Eugenio Ventura, antiquario fiorentino, indagato nel dopoguerra per il suo coinvolgimento in uno scambio di fotografie confiscate dall'organizzazione di saccheggio nazista nota come ERR o Reichsleiter Rosenberg Taskforce. 
Fu anche consigliere del conte Alessandro Contini-Bonacossi (1878-1955), detentore dell'enorme Collezione Contini Bonacossi, fino al 1945.
Dopo la sua morte, la fama di Longhi perdura ancora oggi come quella di un insuperato maestro della critica d'arte. Nell'ottobre 1973 uscì postuma la celebrata antologia di suoi scritti sulla pittura italiana Da Cimabue a Morandi, a cura di Gianfranco Contini. Nell'ottobre 2024 la stessa raccolta, arricchita da cappelli introduttivi a opera di oltre trenta specialisti, che ne rintracciano i punti di forza e gli eventuali passi superati, esce nella prestigiosa collezione I Millenni per i tipi di Einaudi.

## Opere
- Breve ma veridica storia della pittura italiana, 1914, dispensa ad uso degli studenti, edizione privata; premessa di Anna Banti, Sansoni, Firenze, I ed. 1980; introduzione di Cesare Garboli, Sansoni, 1988-1992; BUR, Milano, 1994; con uno scritto di Cesare Garboli, Collana Aesthetica n.3, Milano, Abscondita, 2013-2023, ISBN 979-12-547-2068-4.
- Piero dei franceschi e lo sviluppo della pittura veneziana, Roma, Tip. dell'Unione, 1914.
- Gentileschi padre e figlia, in «L'Arte» n.19, pp. 235–314, 1916; Collana Carte d'artisti n.137, Milano, Abscondita, 2011, ISBN  978-88-841-6310-3.
- Piero della Francesca, Roma, 1927; Milano, Hoepli, 1946; con aggiunte fino al 1962, Sansoni, Firenze, 1980; Collana Carte d'artisti n.149, Milano, Abscondita, 2012, ISBN 978-88-841-6527-5.
- Officina ferrarese, Roma, 1934; ed. riveduta in Opere Complete, vol. V, Sansoni, Firenze, 1963; con uno scritto di Daniele Benati, Collana Carte d'artisti n.181, Milano, Abscondita, 2019, ISBN 978-88-841-6590-9.
- Fatti di Masolino e di Masaccio, 1940; Collana Carte d'artisti n.156, Milano, Abscondita, 2014, ISBN 978-88-841-6460-5.
- Arte italiana e Arte tedesca, Sansoni, Firenze, 1941.
- Carlo Braccesco, Milano, Istituto Nazionale di studi sul Rinascimento Sezione Lombardia, 1942. - ed. illustrata, a cura di S. Facchinetti, Biblioteca di Scrittori Italiani, Milano, Guanda, 2008, ISBN 978-88-608-8639-2.
- Ultimi studi sul Caravaggio e la sua cerchia, in Proporzioni, 1943
- Viatico per cinque secoli di pittura veneziana, Firenze, Sansoni, 1946, 1992, ISBN 978-88-383-0466-8. - Premessa di Mina Gregori, Collana Carte d'artisti n.170, Milano, Abscondita, 2017, ISBN 978-88-841-6506-0.
- Giudizio sul Ducento, in Proporzioni, II, 1948.
- Giovanni Serodine, Firenze, Sansoni, 1950.
- Il Caravaggio, Aldo Martello Editore, Milano, 1952; ed. ampliata, 1968; a cura di Giovanni Previtali, Roma, Editori Riuniti, 1982-2009; Caravaggio, Collana Carte d'artisti n.152, Milano, Abscondita, 2012, ISBN 978-88-841-6534-3.
- Riccardo Bacchelli-R. Longhi, Teatro e immagini del Settecento italiano, a cura di Marziano Bernardi, Torino, ERI, 1953.
- Correggio. La camera di San Paolo a Parma, Genova, Siglaeffe, 1956.
- Da Cimabue a Morandi. Saggi di storia della pittura italiana, scelti e ordinati da Gianfranco Contini, Collezione I Meridiani, Milano, Mondadori, 1973. - Nuova ed., a cura di Cristina Acidini e Maria Cristina Bandera, con uno scritto di Lina Bolzoni, Collezione I Millenni, Torino, Einaudi, 2024, ISBN 978-88-062-6197-9.
- Giorgio Morandi al Fiore, Milano, Electa, 1990
- Carpaccio. Vita di un domentario d'arte, a cura di Paola Scremin, Torino, Allemandi, 1991, ISBN 978-88-422-0273-8.
- Palazzo non finito. Saggi inediti 1910-1926, a cura di F. Frangi, Collana Documenti e saggi, Milano, Electa, 1995, ISBN 978-88-435-4292-5.
- Nerissime stelle, a cura di G. D'Ambrosio Angelillo, Acquaviva, 2004, ISBN 978-88-887-2290-0.
- Il Caravaggio e i Caravaggeschi, Collana di Proporzioni, Servizi Editoriali, 2005, ISBN 978-88-878-1539-9.
- Quesiti caravaggeschi. I precedenti, Collana Proporzioni, Fondazione Roberto Longhi, 2011, ISBN 978-88-964-0903-9.
- Proposte per una critica d'arte, Prefazione di Giorgio Agamben, Pesaro, Portatori d'Acqua, 2014, ISBN 978-88-98779-02-4. [testo pubblicato in origine sulla rivista Paragone nel 1950]
- Boccioni e il futurismo, a cura di Vincenzo Trione, Collana Miniature n.114, Milano, Abscondita, 2016, ISBN 978-88-841-6562-6.
- Correggio, Nota di Daniele Benati, Collana Carte d'artisti n.165, Milano, Abscondita, 2016, ISBN 978-88-841-6570-1.
- Morandi, a cura di Maria Cristina Longhi Bandera, Collana Miniature n.125, Milano, Abscondita, 2023, ISBN 979-12-547-2046-2.
- Momenti della pittura bolognese, Collana Carte d'artisti, Milano, Abscondita, 2023, ISBN 978-88-841-6844-3.

### Opere Complete
Collezione di volumi pubblicati dall'Editore Sansoni di Firenze dal 1961 al 1985; oggi non più ristampata, è fuori catalogo.
- Scritti giovanili 1912-1922, Firenze, Sansoni, 1961, 1992, ISBN 978-88-383-0467-5.
- Piero della Francesca: 1927, con aggiunte fino al 1962, nuova ed., Firenze, Sansoni, 1963
- Saggi e ricerche 1925-1928, Firenze, Sansoni, 1967.
- 'Me pinxit' e quesiti caravaggeschi 1928-1934, Firenze, Sansoni, 1968-1985.
- Officina Ferrarese, 1934-1955, Firenze, Sansoni, 1963.
- Lavori in Valpadana. Dal Trecento al primo Cinquecento, 1934-1964, Firenze, Sansoni, 1973.
- 'Giudizio sul Duecento' e ricerche sul Trecento nell'Italia Centrale, 1939-1970, a cura di M. Boskovits, Firenze, Sansoni, 1973.
- 'Fatti di Masolino e Masaccio' e altri studi sul Quattrocento 1910-1967, Firenze, Sansoni, 1975.
- Ricerche sulla pittura veneta, 1946-1969, a cura di C. Volpe, Firenze, Sansoni, 1978.
- Disegno della pittura italiana. 1 - Da Cimabue a Giovanni Bellini, a cura di C. Volpe, Firenze, Sansoni, 1979.
- Disegno della pittura italiana. 2 - Da Leonardo al Canaletto, Firenze, Sansoni, 1979.
- Arte italiana e Arte tedesca con altre congiunture fra Italia ed Europa, 1939-1969, a cura di M. Bacci, Firenze, Sansoni, 1979.
- Cinquecento classico e Cinquecento manieristico, 1951-1970, Firenze, Sansoni.
- Studi e ricerche sul Sei-Settecento, 1929-1970, Firenze, Sansoni, 1992, ISBN 978-88-383-0928-1.
- Scritti sull'Otto-Novecento, 1925-1966, a cura di M. Bacci, Firenze, Sansoni, 1984.
- Studi caravaggeschi, 1935-1969, Firenze, Sansoni, 1984. - Premessa di Mina Gregori, Collana Carte d'artisti n.174, Milano, Abscondita, 2017, ISBN 978-88-841-6643-2.
- Critica d'arte e Buongoverno, 1938-1969, a cura di M.L. Strocchi, Firenze, Sansoni, 1985.

### Epistolari
- Bernard Berenson-R. Longhi, Lettere e scartafacci 1912-1957, a cura di Cesare Garboli e C. Montagnani, Collana Piccola Biblioteca n.313, Milano, Adelphi, 1993, ISBN 978-88-459-0974-0.
- R. Longhi-Rodolfo Pallucchini, Le prime Biennali del dopoguerra. Il carteggio Longhi-Pallucchini (1948-1956), a cura di Maria Cristina Bandera Viani, Collana Parole di Charta, Charta, 2000, ISBN 978-88-815-8237-2.
- R. Longhi-Giuseppe Prezzolini, Lettere 1909-1927, Monte Università Parma, 2010, ISBN 978-88-7847-342-3.
- R. Longhi-Carlo Ludovico Ragghianti, Quel che resta di un dialogo. Lettere 1935-1953, a cura di Emanuele Pellegrini, Collana Saggi in officina, Roma, Officina Libraria, 2020, ISBN 978-88-336-7037-9.

## Mostre curate
Lista incompleta della mostre curate.
- Mostra della pittura Bolognese del '300, Bologna 1948
- Mostra di Caravaggio e dei Caravaggeschi, Milano 1951
- Pittori della realtà, Milano 1953
- Arte lombarda dai Visconti agli Sforza, Milano 1958